# Криминальная сходка в Екатеринбурге
Уголовная сходка 15 сентября 2004 года — встреча уголовных авторитетов в Екатеринбурге, прошедшая в сквере между Оперным театром и гостиницей «Большой Урал».

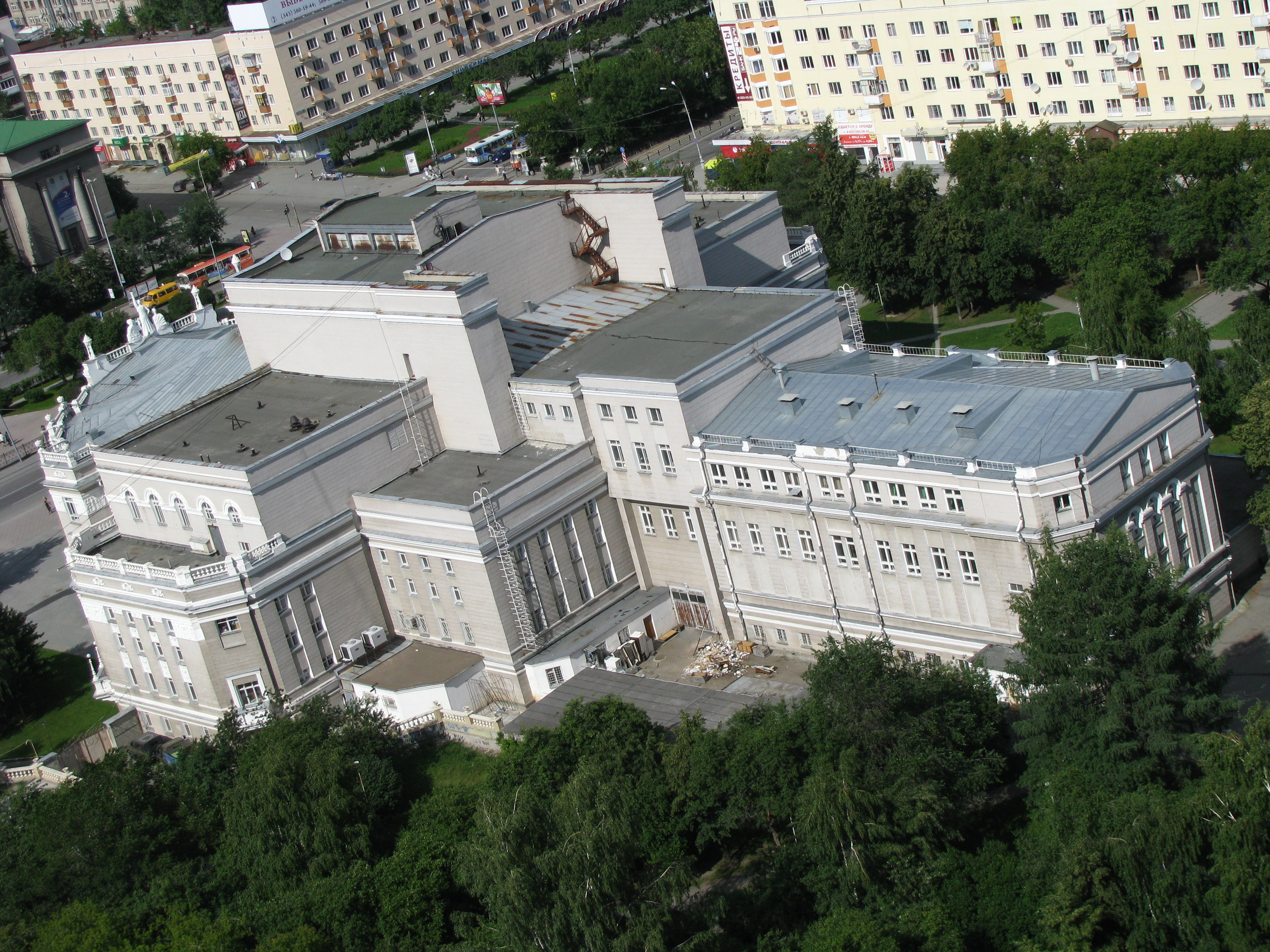
Оперный театр, в сквере за которым прошла сходка

Как отмечали СМИ, сходка имела огромный резонанс по всей России — ещё никогда до этого уголовные авторитеты не собирались столь открыто — в центре города в середине рабочего дня — и не демонстрировали свою силу и пренебрежение к общественному порядку, а публичные политики не выставляли свои уголовные связи напоказ (на митинге присутствовал ряд местных депутатов).

## Ход событий
Событиям 15 сентября 2004 года предшествовал ряд пожаров и погромов в кавказских кафе Екатеринбурга, которые устроили московские гастролёры с целью инициировать межнациональный конфликт.

Александр Хабаров

В полдень 15 сентября 2004 года к гостинице «Большой Урал» начали съезжаться машины. Через некоторое время в сквере между гостиницей и оперным театром собралось около полутора тысяч участников «Уралмашевской», «Центральной» и «Синей» преступных группировок, а также ряд представителей местной политической элиты. В районе 12 часов 40 минут на трибуну вышел лидер бывшего ОПС «Уралмаш», депутат Екатеринбургской Городской Думы Александр Хабаров и начал речь, в которой призывал преступные группировки объединиться против решения московских уголовных кругов по-новому разграничить полномочия между федеральным центром и Уралом и укрепить «вертикаль власти». Хабаров призывал «не допустить в своём городе второго Беслана» (события происходили спустя две недели после бесланского теракта), всем же посторонним, кто пытается зайти в Екатеринбург, лидер «Уралмаша» обещал дать адекватный отпор. До этого в Москве «раскороновали» известных воров в законе из «Синих» Трофу (Трофимов Андрей Анатольевич) и Каро (Корогли Езди Мамедов), который был в устойчивом контакте с уральскими уголовными структурами. В Екатеринбург на его место москвичи должны были посадить своего ставленника, что не устраивало местных авторитетов. Аналитики предрекали в стране начало крупной преступной войны, которая должна была развернуться после выхода на свободу авторитета Вячеслава Иванькова (Япончика).
После выступления Хабарова слово взял другой депутат екатеринбургской думы, лидер «Центра» Александр Вараксин, который давал указания каждому из собравшихся довести до сведения той или иной группировки требование покинуть Средний Урал.
Помимо «воровской» тематики были задеты общественные и социально-экономические проблемы, такие как будущее области, воспитание подрастающего поколения, борьба с наркоторговлей. В общей сложности митинг продолжался около часа. По его итогам даже было принято обращение к федеральному центру, отражавшее положительный пример решения силами «общественности» возможных этнических конфликтов и противоречий в уголовной среде.

## Последствия
Сходка произвела большой резонанс не только на Екатеринбург, но и на всю Россию. Депутаты Государственной Думы и Совета Федерации сделали несколько запросов в МВД и ФСБ РФ с целью выяснить — почему местные власти и милиция никак не отреагировали на «уголовную сходку» и не попытались ей противостоять. Депутат от ЛДПР Алексей Митрофанов на пленарном заседании обвинил губернатора Свердловской области Эдуарда Росселя в том, что он не контролирует ситуацию в регионе, данный случай послужил ещё одним поводом для отмены выборов губернаторов в России. По инициативе спикера Госдумы Бориса Грызлова была создана специальная депутатская комиссия для изучения преступной ситуации в Екатеринбурге. Одна из екатеринбургских телекомпаний сделала видеозапись митинга, которую передали в милицию. Начальник екатеринбургского ГУВД полковник милиции М. Шреер в ответ на обращения граждан заявил, что это была просто «встреча старых знакомых».
Вскоре в отношении Хабарова было возбуждено уголовное дело по статье 179 УК РФ «Принуждение к совершению сделки», которое послужило поводом для его ареста. Хабарову инкриминировалось подстрекательство к продаже акций ОАО «Стройпластполимер» председателя совета директоров Банка 24.ру Сергея Лапшина. Также в деле фигурировал и Александр Вараксин, в интересах которого, по мнению следствия, действовал Хабаров. Хабаров был арестован 14 декабря 2004 года, а 27 января 2005 года погиб при странных обстоятельствах — его нашли повешенным на лампасах от спортивных штанов в камере СИЗО. Александр Вараксин скрылся в бегах, однако в 2007 году явился с повинной и был осуждён (в 2009 вышел на свободу).
15 сентября 2024 года екатеринбургское интернет-издание 66.ru отметило 20-летнюю годовщину события спецпроектом: был подготовлен большой материал об обстоятельствах события, а на непосредственном месте события были на один день размещены картонные фигуры уголовников с QR-кодами на спинах, с помощью которых можно открыть этот материал, и с иной справочно-исторической информацией. Автор материала журналист Дмитрий Антоненков лично присутствовал при описываемых им событиях 20 лет назад и делал фотографии, представленные в материале.